# 菊田守
菊田 守（きくた まもる、1935年7月14日 - 2019年6月3日）は、日本の詩人。

## 略歴
東京府東京市中野区鷺宮生まれ。明治大学卒。詩誌『花』同人。神楽坂『詩と思想』主宰。1991年現代詩人会理事長、2001年同会長を務めた。詩集『かなかな』で第1回丸山薫賞を受賞。
2019年6月3日、肺炎のため、東京都板橋区の病院で死去。83歳没。

## 著書
- 『昼の砂 詩集』アポロン社 1960
- 『凧 菊田守詩集』共栄書房 1963
- 『カフカの犬 菊田守詩集』木犀書房 1970
- 『村野四郎ノート』七月堂 1975
- 『亡羊の人 村野四郎ノート』七月堂 1978
- 『カラス 菊田守詩集』風社 1981
- 『青春のない時代を背負った戦後前期の詩人たち』宝文館出版 1982
- 『流れる水は透視する 杉克彦ノート』七月堂 1982
- 『モズの嘴 菊田守詩集』七月堂 1984
- 『菊田守詩集』 (昭和詩大系)宝文館出版 1986
- 『カラスの止まり木 エッセイ集』七月堂 1988
- 『菊田守詩集』(日本現代詩文庫 伊藤桂一,土橋治重解説 土曜美術社 1990
- 『蚊の生涯 詩集』あざみ書房 1990
- 『妙正寺川 菊田守詩集』土曜美術社 1990
- 『かなかな 詩集』花神社 1993
- 『小動物詩集』本多企画 1993
- 『骨骨骨骨 詩集』(緑の笛豆本 緑の笛豆本の会 1995
- 『一色少ない虹 随筆集』(山脈叢書 山脈文庫 1995
- 『白鷺 詩集』土曜美術社出版販売 1999
- 『仰向け 詩集』潮流社 2001
- 『新編菊田守詩集』(新・日本現代詩文庫 土曜美術社出版販売 2002
- 『タンポポの思想 菊田守詩集』待望社 2004
- 『夕焼けと自転車』(「新」詩論・エッセー文庫 8)』土曜美術社出版販売 2006
- 『一本のつゆくさ 詩集』花神社 2007
- 『天の虫 詩集』土曜美術社出版販売 2009
- 『カフカの食事 菊田守詩集』 (現代の詩一〇〇〇行 視点社 2011
- 『菊田守詩集』現代詩人文庫 砂子屋書房 2013
- 『こころの杖 一色少ない虹 随筆集』私家版 2014
- 『雀 菊田守詩集』土曜美術社出版販売 2014
- 『日本昆虫詩集 蝉・蚊・蜻蛉』土曜美術社出版販売 2015
- 『日本鳥獣詩集』明眸社 2016
- 『詩のこころ』明眸社 2017
- 『蛙 詩集』砂子屋書房 2017
- 『日本動物詩集』文芸社 2017

### 共編著
- 『四季 詞華集』武田肇編／水野ひかる・溝口章・阿部堅磐・真殿皎共著 銅林社 1996
- 『鎮魂詩(レクイエム)四〇四人集』鈴木比佐雄,長津功三良,山本十四尾共編 コールサック社 2010